# تاي هيون بانغ
تاي هيون بانغ (بالكورية: 방태현؛ مواليد 15 أبريل 1983) هو مُقاتل فنون قتالية مختلطة كوري جنوبي.

## وصلات خارجية
- تاي هيون بانغ على موقع يو إف سي (الإنجليزية)
- تاي هيون بانغ على موقع شيردوغ (الإنجليزية)
- تاي هيون بانغ على موقع Tapology.com (الإنجليزية)
- تاي هيون بانغ على موقع IMDb (الإنجليزية)